# Elezioni dell'Assemblea nazionale costituente venezuelana del 1999
Le elezioni dell'Assemblea nazionale costituente venezualana del 1999 si tennero il 25 luglio e videro la vittoria del Grande Polo Patriottico che sosteneva l'allora presidente Hugo Chávez.
L'indizione delle consultazioni e le modalità di elezione dell'Assemblea furono oggetto di un referendum tenutosi nell'aprile 1999.

## Coalizioni
Si fronteggiarono due coalizioni
- il Grande Polo Patriottico, collocato a sinistra e formato dal Movimento Quinta Repubblica e dal Partito Comunista del Venezuela;
- il Polo Democratico, orientato su posizioni centriste e costituito da COPEI (centro), Azione Democratica (centro-sinistra) e Progetto Venezuela (centro-destra).

## Risultati
| Liste                                     | Voti       | %    | Seggi |
| ----------------------------------------- | ---------- | ---- | ----- |
| Grande Polo Patriottico                   | 29.424.635 | 65,8 | 121   |
| Polo Democratico                          | 9.873.223  | 22,1 | 4     |
| Altri                                     | 5.423.183  | 12,1 | 3     |
| Rappresentanti delle popolazioni indigene | -          | -    | 3     |
| Totale                                    | 44.721.041 | 100  | 131   |
| Voti non validi                           | 6.073.409  |      |       |
| Votanti                                   | 50.794.450 |      |       |